# Eleonora Kruger
Eleonora Albertova Krüger (Nora) (1901-20 de julio de 1954) fue una mujer que vivió en el pueblo de Gabarrevo, Bulgaria. Según Bálagov Emanuilov, un magistrado retirado de Bulgaria, se especula que ella era la gran duquesa Anastasia Nikoláyevna de Rusia. 

## Antes de Bulgaria
Durante la revolución rusa de 1917, el Zar Nicolás II de Rusia, que sería derrocado durante la misma, convocó al soldado Pyotr Zammatkin quien servía como asistente de caballería en el escuadrón de la Guardia de la Familia Imperial Rusa, y en presencia del Ministro de Guerra y un sacerdote ordenó al soldado llevar a la Gran Duquesa Anastasia y al Zarévich Alexis a un escondite seguro, mientras estos eran reemplazados por dos niños parecidos a ellos. Inicialmente fueron llevados a Odessa, sin embargo, ante el avance de la revolución se decidió enviarlos fuera de Rusia. En febrero de 1920 subieron a bordo de un barco que los llevaría de Odessa a Alejandría en Egipto. Al ir a embarcar hubo un enfrentamiento con disparos en el que Anastasia resultó herida y esto impidió que llegase a su destino desembarcando en Tekirdağ, Turquía.
En Tekirdağ, Zammatkin encontró trabajo en un hospital mientras Nora y George trabajaban en la cocina. Allí conocieron a dos serbios y su hermana se marchó con uno de ellos a Belgrado. En 1922 Zammatkin volvería a encontrarse con uno de los serbios y le indicaron que su hermana y su nueva familia se encontraban en una cafetería en Belgrado llamada Zammatkin. Zammatkin, Nora y George deciden reunirse en Serbia. Nora se cortó el pelo pretendiendo ser un soldado mientras cruzaba la frontera. En Sofía, George fue admitido en un hospital donde conoció a un hombre rico de Kazanlak que le ayudó a establecerse en Gabarevo.

## La Vida en Bulgaria
Krüger llegó a la aldea de Gabarevo en el verano de 1922, donde ya se había establecido una pequeña comunidad de inmigrantes rusos. Eleonora Kruger fue recibida por el doctor Peter Alexandrovich Alexiev en su casa. De acuerdo con la información que proporcionó cuando llegó a Gabarevo, el Dr. Alexiev nació el 15 de enero de 1884 en Smolensk , Rusia . Cuando Eleonora llegó por primera vez a la aldea, se registró como rusa; ella posteriormente cambió su nacionalidad al polaco. Ella le diría a la gente que era hija de un noble ruso y condesa polaca. Sus nombres están registrados como Albert y Maria Kruger, sin embargo, ella nunca revelaría nada de sus antecedentes. Los arreglos de vida entre el Dr. Alexiev y Nora hicieron que la gente de Gabarevo se sintiera incómoda. Los rumores comenzaron a extenderse; eventualmente esto forzaría al Dr. Alexiev y Nora a casarse. El matrimonio tuvo lugar el 26 de septiembre de 1924 , en el momento del matrimonio tenía 40 años y ella tenía 25. En los documentos de matrimonio, Peter fue identificado como un soltero y Nora como viuda. Ella le decía a la gente que tenía una hija llamada María, que nació en 1919 y murió poco después. 
Nora Krueger fue maestra de francés, inglés y latín, a muchos de sus alumnos, insinuaba varias cosas: que había vivido en un palacio real, que había sido bañada en una tina de oro, que las doncellas la habían vestido, cepillado el pelo y cortado las uñas. Nora tenía muchos perros; uno de sus perros se llamaba "Maron", que es un nombre muy inusual para Bulgaria. El nombre también es un anagrama para "roman", abreviatura de Romanov. Más simplemente, el significado de "marron" en francés es "marrón", que no es inusual para el perro de un profesor de francés. Los nombres de sus otros perros fueron Rex, Tangra, Beba, Jimmy y Johnny. 
Nora fumaba y usaba opio, ella diría que ella tomo este hábito de una tía suya. Por otro lado, el Dr. Alexiev lo justificaría al afirmar que el opio alivió el dolor de las heridas de bala. Nora no pudia dormir en una posición horizontal completa y dormía en posición reclinada. 
En 1936, Nora viajó a Alemania y vivió en Berlín durante un año. El Dr. Alexiev y Eleonora Kruger pronto se unieron a un joven ruso llamado George Pavlovich Zhudin , que terminó viviendo en la misma casa que el Dr. Alexiev y Eleonora. George fue descrito como un hombre alto y delgado con una cara pálida, y se supo que George estaba enfermo de tuberculosis ; los síntomas de la tuberculosis y la hemofilia pueden ser similares (el hermano menor de Anastasia, Alexei, sufría de hemofilia). El Dr. Alexiev diría que George no es contagioso. Se especuló ampliamente que Nora y George eran hermanas y hermanos, aunque ellos mismos nunca lo confirmaron.
George murió el 27 de diciembre de 1930 y fue enterrado en la aldea de Gabarevo . En su certificado de defunción, sus padres figuran como Paul Stefanov y Alexandra Sergeevna. Según el tema y la nacionalidad, George figura como ruso. Nora a menudo visitaba su tumba y se dice que plantó dos árboles allí. Después de su muerte, fue enterrada en su lado derecho, una tradición para los rusos relacionados por la sangre. Además, cuando se excavaron sus tumbas en la década de 1990, se encontró una ladanka en la tumba de George, un pequeño ícono de Cristo que solía dejarse dentro de las tumbas de aristócratas rusos de alto perfil.
Los otros rusos que formaban parte de la pequeña comunidad que vivía en Gabarevo estaban registrados en el ayuntamiento como Matvei Pavlovich Kolishev, Sergei Maximovich Kuzmich e Iakov Simeonovich Latvinov. Los otros rusos fueron empleados por el Dr. Alexiev y Eleonora Kruger, y cocinaron y limpiaron su casa. 
Alrededor de 1928, Constantine Pavlovich Zhudin, otro ruso, se unió al círculo alrededor de Nora. Constantine Zhudin quedó varado en Estambul , Turquía y no pudo irse. El Dr. Alexiev había pedido un favor a uno de sus vecinos en Garabero. Este favor consistió en que el anciano obtuviera un certificado del municipio local que certifica que está en edad avanzada y necesita un apoyo masculino para mantener su trabajo agrícola. Este certificado cumplió su propósito y Constantine Zhudin se mudó a Bulgaria. Inicialmente se estableció en Gabarevo, sin embargo, más tarde se trasladó a Sofía y trabaja en la Embajada de Francia en Bulgaria. Ni Eleonora ni Georgi alguna vez afirmaron ser realeza rusa. Sin embargo, ambos parecían tener un extraño parecido con Anastasia y Alexei.